# Дальницький Переїзд
Да́льницький Переї́зд — пасажирський залізничний зупинний пункт Одеської дирекції Одеської залізниці Одеського залізничного вузла у межах станції Одеса-Застава I на лінії Роздільна I — Одеса-Головна.
Розташована в Хаджибейському районі Одеси, у Селищі МТС, перед Дальницьким шосе (виїзд на захід у напрямку прикордонних пунктів Маяки-Удобне та Кучурган). За шосе розташоване Селище імені Дзержинського, також поруч «Одеський завод залізобетонних конструкцій» та моторвагонне депо Одеса-Застава І.
Дальницький Переїзд розташований між станціями Одеса-Застава I (2,5 км) та Одеса-Головна (6,5 км).
На платформі зупиняються приміські поїзди, із технічних особливостей, лише у напрямку до Одеси.